# Relmo
Relmo är en ort i Argentina.   Den ligger i provinsen La Pampa, i den centrala delen av landet, 500 km väster om huvudstaden Buenos Aires. Relmo ligger 123 meter över havet och antalet invånare är 120.
Terrängen runt Relmo är mycket platt. Runt Relmo är det mycket glesbefolkat, med 3 invånare per kvadratkilometer.. Närmaste större samhälle är Catriló, 16,8 km söder om Relmo.
Trakten runt Relmo består till största delen av jordbruksmark.